# Johannes van der Beeck
Johannes (Jan) Symonsz van der Beeck (Amsterdam, 1589-Amsterdam, 1644) fue un pintor holandés también conocido por su alias Johannes Torrentius ("Torrentius" es el equivalente latino del apellido Beeck).
A pesar de su reputación como maestro especializado en naturalezas muertas, sobreviven pocas pinturas suyas, ya que sus obras fueron destruidas después de haber sido acusado de creencias satánicas y ateas y de pertenecer a la orden Rosacruz. Fue torturado y condenado a prisión por blasfemo hasta que un gesto de gracia por parte del rey inglés Carlos I, admirador suyo, le permite dejar el país rumbo a Inglaterra.

## Vida y carrera

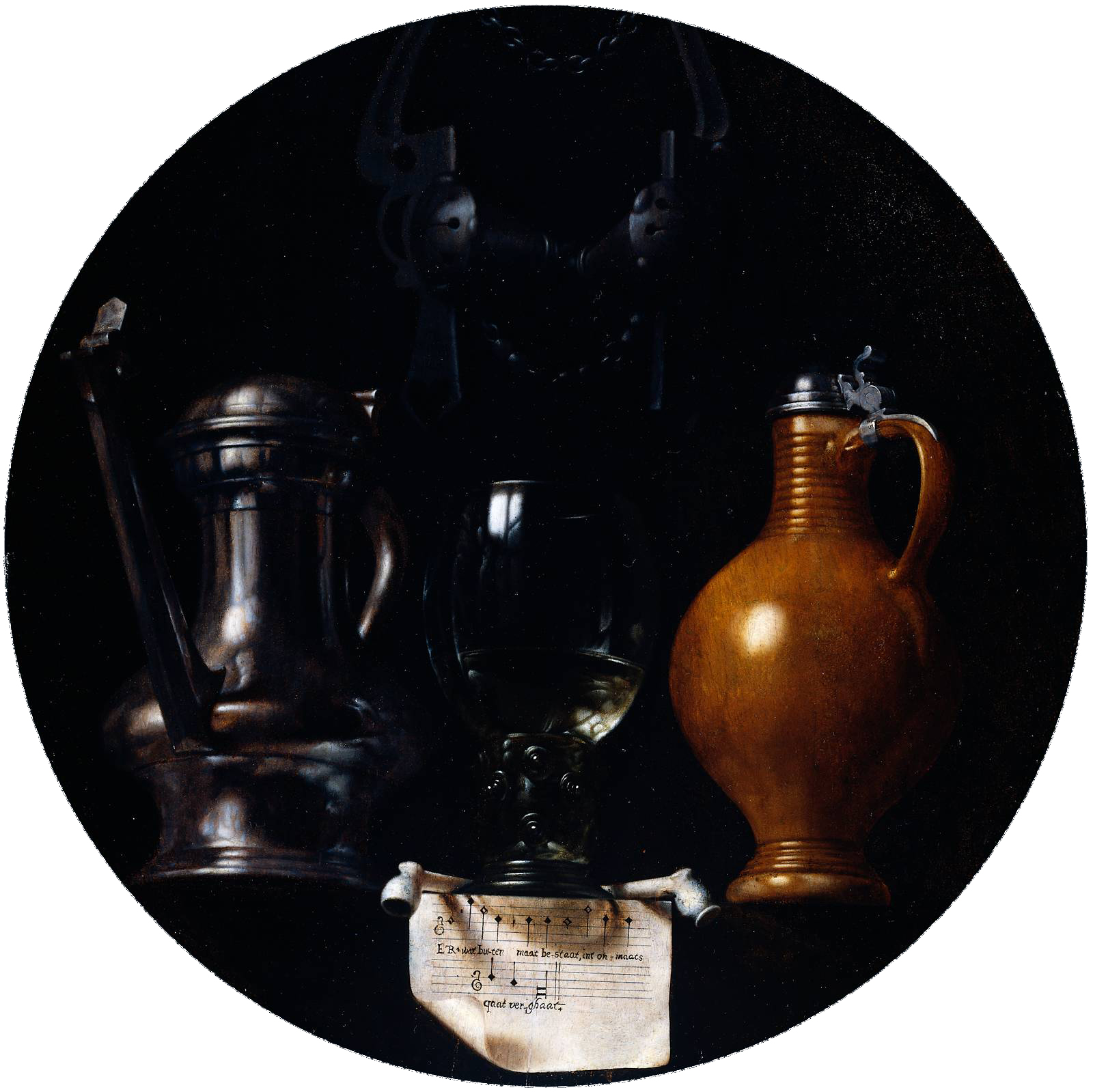
Johannes van der Beeck, Naturaleza muerta con brida, Rijksmuseum, 1614

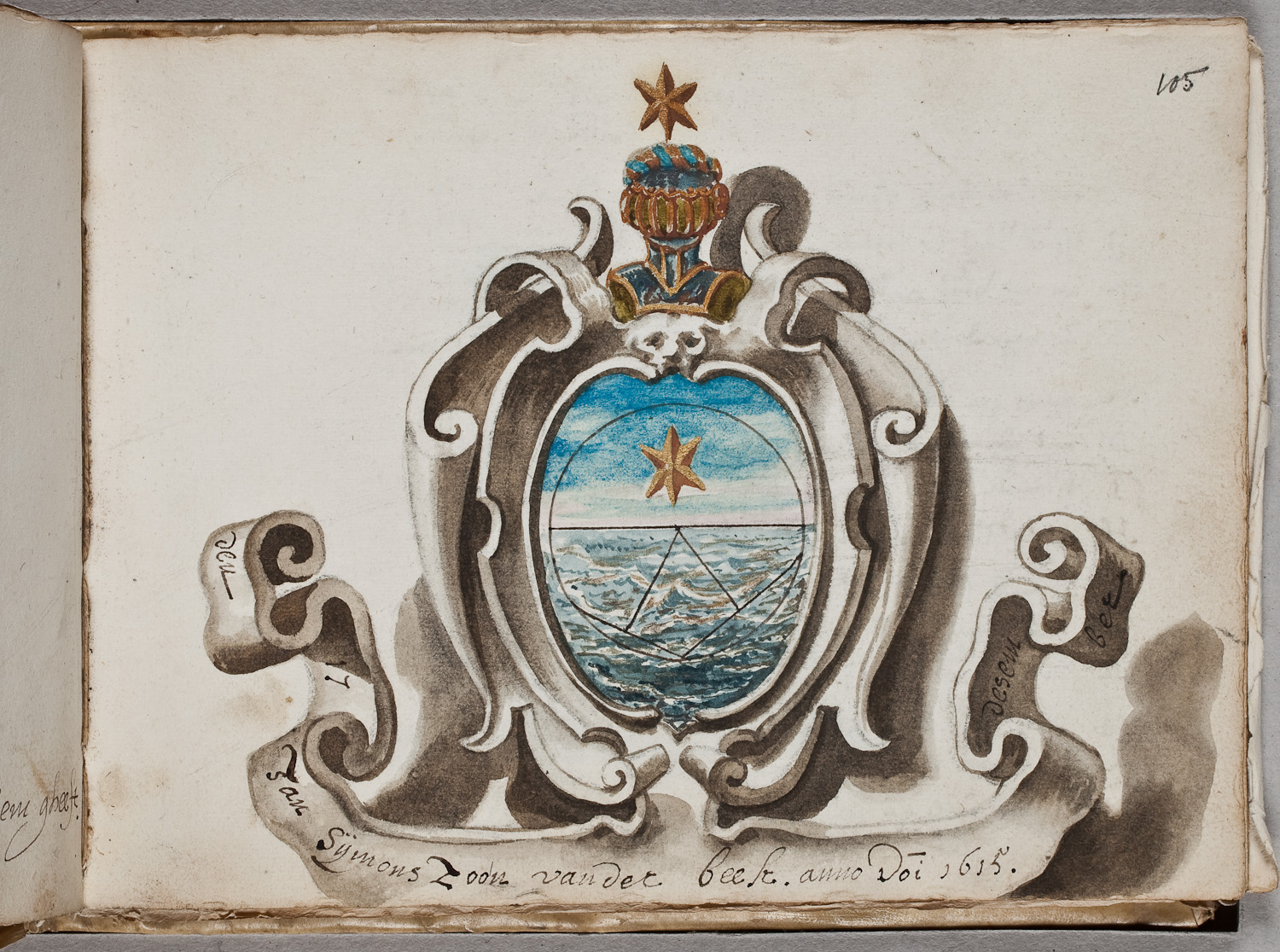
Acuarela de Torrentius (album amicorum de Gérard Thibault, 1615)

Johannes van der Beeck nace y muere en Ámsterdam, donde contrae matrimonio en 1612. Las relaciones con su esposa terminaron en divorcio. Beeck pasa brevemente por la cárcel en 1621 por no pagar la pensión alimenticia a su exesposa.
Sus formas libertinas y su supuesta pertenencia a la orden Rosacruz llevaron a su detención y tortura acusado de blasfemo, hereje, ateo y satanista. El 25 de enero de 1628, un tribunal de La Haya le declara culpable de "blasfemia contra Dios y ateísmo declarado, llevando así mismo un estilo de vida terrible y pernicioso". Generalmente se ha creído que Torrentius tuvo influencia sobre Jeronimus Cornelisz, miembro de la Compañía Neerlandesa de las Indias Orientales que lideró un motín sangriento a bordo del navío Batavia en 1629, después de que éste encallase cerca de las costas australianas. Según el RKD, Instituto Holandés para la Historia del Arte, fue juzgado en 1627 y, de acuerdo con Houbraken -quien cita a Theodorus Schrevelius-, fue torturado en 1630 y condenado a 20 años en el Tuchthuis (la prisión de Haarlem).
A pesar de esta condena de 20 años de prisión, el rey Carlos I de Inglaterra -admirador de la obra del pintor- intervino, logrando su puesta en libertad dos años después de iniciada la condena. Fue acogido como pintor de la corte en Inglaterra y permaneció en ese país 12 años, regresando a Ámsterdam en 1641.